# Lockheed LC-130
El Lockheed LC-130 es una variante del avión de transporte militar C-130 Hercules equipado con esquís para ser usado en el Ártico y la Antártida. 

## Diseño y desarrollo

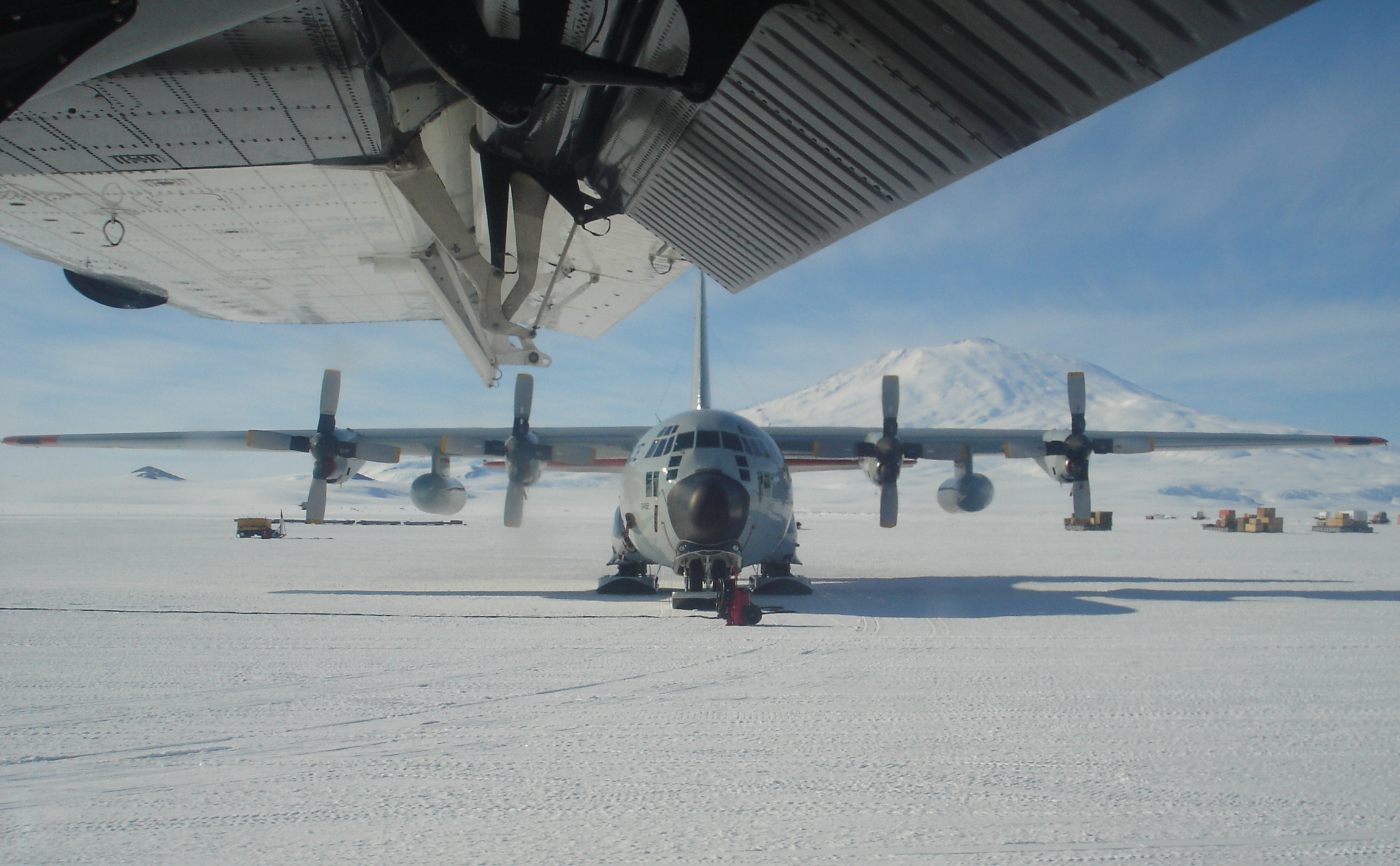
Un LC-130 en el campamento Willies, Antártida, 2006, con el Monte Erebus de fondo.

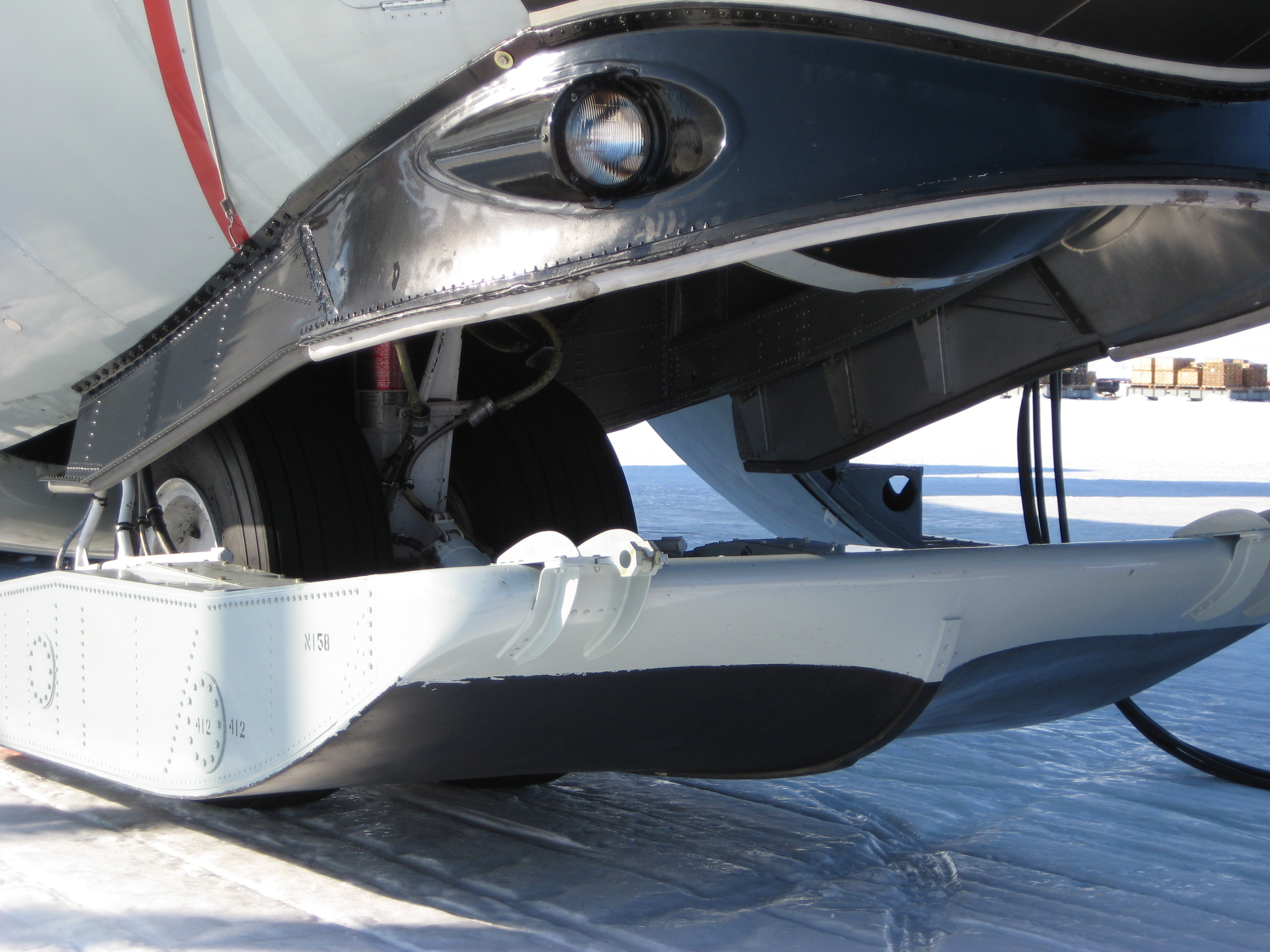
Esquís del LC-130.

El LC-130 se creó como un prototipo desarrollado en 1956 al modificar un C-130A Hercules con esquís. Después de la pruebas en 1957, fueron transformados 12 modelos C-130A adicionales con esquís y sistemas hidráulicos bajo la designación C-130D. En 1959 fueron producidos de fábrica los primeros cuatro Hercules con esquís bajo la designación UV-1L de la Armada. Aunque posteriormente en el programa la designación fue cambiada de UV-1L a C-130BL. Esa designación se volvió a cambiar a LC-130F cuando el Departamento de Defensa de Estados Unidos unificó la nomenclatura de sus aeronaves en 1962. Esos cuatro aviones eran equivalentes al modelo C-130B de la Fuerza Aérea y fueron adquiridos por el Departamento de la Armada para apoyar su expedición antártica que estaba en curso en aquel momento. La Armada también adquirió un modelo LC-130R en 1968. La National Science Foundation compró el segundo conjunto de aviones como reemplazo. La División del Programa Polar de la Foundation asumió la gestión del Programa Antártico a principio de los años 1970. Esos aviones fueron designados LC-130R y fueron entregados en dos lotes: el primer lote de tres en 1974 y los dos restantes en 1976. 
La principal misión del LC-130 es el apoyo a la comunidad científica en la Antártida mediante el transporte de carga y personal desde la Estación McMurdo a varios campamentos y estaciones, entre las que se incluye la Base Amundsen-Scott. 
Los aviones están equipados con esquís totalmente retráctiles que les permiten aterrizar tanto sobre hielo y nieve como en pistas tradicionales. También están preparados para usar cohetes de asistencia al despegue (RATO), cuatro en cada lado del fuselaje, que son usados cuando el LC-130 opera desde superficies de nieve irregulares no preparadas o cuando se necesita una carrera de despegue más corta. Originalmente las botellas cohete eran desechables una vez gastados, pero debido a un par de accidentes cuando se desprendía una botella del avión durante el despegue, se cambiaron los elementos de montaje de manera que las botellas no pudieran ser lanzadas en el aire.
El 6º Escuadrón de Desarrollo Antártico de la Armada o Navy Antarctic Development Squadron Six (primero designado VX-6, y después VXE-6 desde 1969) originalmente operaba con el avión LC-130. En un principio, el VXE-6 tenía su base en la Estación Aeronaval Quonset Point, en Rhode Island, y posteriormente en la Estación Aeronaval Point Mugu, California. Cuando finalizó el apoyo de la Armada al programa antártico la utilización de estas aeronaves fue transferida a finales de los años 1990 a la 109th Airlift Wing de la Guardia Nacional Aérea de Nueva York.
Actualmente todos los aviones LC-130 son usados por la Guardia Nacional Aérea de Nueva York. Existen dos versiones, siete aviones son LC-130H-2 (tres de ellos eran LC-130R del VXE-6 de la Armada convertidos a LC-130H-2) y tres son LC-130H-3.

### Desarrollos relacionados
- Lockheed C-130 Hercules
- Lockheed Martin C-130J Super Hercules
- Lockheed AC-130 Spectre/Spooky
- Lockheed DC-130
- Lockheed EC-130
- Lockheed HC-130
- Lockheed MC-130
- Lockheed WC-130

### Aeronaves similares
- Transall C-160
- Blackburn Beverley
- Antonov An-12